# Lemmens (geslachten)
Lemmens is een veel voorkomende geslachtsnaam die in Nederland, België, Duitsland en Frankrijk voorkomt. 

## Oorsprong en varianten
Lemmens is een patroniem, afgeleid van de voornaam Lambert of Lambrecht (in het Germaans land-berht - in het Latijn Lambertus). 'Lamberts zoon' werd Lambertszn, Lemmen, Lemmer(s) en Lemmens, maar er bestaan ook andere afleidingen zoals Lambrechts, Lammens, Lambert, Lamberts, Lambertsen, Lambrechtsen, Lam(m)es en Lamis. Het zijn vrij veel voorkomende achternamen in het zuiden van Nederland en in Duitsland. Ze komen nog meer voor in België, vooral in Limburg, waar de heilige Lambert sterk vereerd werd. In Franstalig België en Frankrijk is een geringer aantal naamdragers te vinden. Tussen die vele varianten is er Lammens en daarvan is Lemmen(s), Lemmes, Lemens(e) de Brabantse knuffelvorm. Achternamen eindigen in het zuiden vaak op een s omdat het de tweede naamval is van de voornaam. De afzonderlijk hierna behandelde geslachten hebben niet alle dezelfde stamvader.

### Lemmens I
Een wijdvertakt geslacht Lemmens is afkomstig uit de regio Beek en Schimmert in Limburg. Tot dit geslacht behoort een  Indische tak die aanvangt met het echtpaar Lemmens-Manopo en een protestantse tak, waaruit dan weer een Engelse tak, onder meer in Engeland en Jersey voortspruit. Dit geslacht heeft takken in België, Amerika, Australië en Nieuw-Zeeland. Vele geestelijken, waaronder enkele bisschoppen, alsook burgemeesters, landbouwers en wagenmakers komen als beroepen in dit geslacht Lemmens voor. B.M.P. (Paul) Lemmens uit Nijmegen maakte er op basis van de publicatie van G. Hoppers zijn levenswerk van om in drie boekdelen dit geslacht Lemmens te beschrijven. Hij deed dit aan de hand van G. Hoppers publicatie welke in zijn werk twee familiewapens (dat van de familie Lemmens uit Weelde/Hilvarenbeek en dat van de familie Lemmens uit St. Anthonis en Venraij) illustreerde, maar hij liet na de samenhang van deze illustraties te vermelden.
Enkele telgen:
- Guillaume Lemmens (1884-1960), bisschop van Roermond
- Joannes Nicolaus Lemmens of Jean-Nicolas Lemmens, bisschop van Vancouver en Victoria-eiland, Canada, die de eerste steen legde voor de St. Andrew's kathedraal in Victoria, B.C., Canada
- Victor Carolus Lemmens (10 maart 1919 - 22 juli 2007)

### Lemmens II
Dit geslacht  Lemmens afkomstig uit de regio van Hooge en Lage Mierde in Noord-Brabant, is een overwegend rooms-katholieke familie, waaruit takken zijn gesproten in België en Nederland.

### Lemmens III
Een  patriciërsgeslacht Lemmens is afkomstig uit de regio van Hilvarenbeek en Weelde. Van deze familie werd een genealogie samengesteld door B.W. Van Schijndel in het kader van zijn genealogie Otten dit Otto de Mentock. De stammoeder van de familie van Rijckevorsel, Catharine Lemmens, stamt uit dit geslacht Lemmens. Een tak ging zich Lemmens van Tulder noemen naar het goed Thulden. Dit goed had ook een molen waar Bartholomeus Lemmens van Tulder molenaar van was. Een ander lid van dit geslacht, Gerard Frans Lemmens, werd door de Spaanse koning in 1658 in de adelstand verheven, maar deze tak stierf uit. Sommige naamdragers zaten ook in het bestuur van Weelde, zoals Rochus Lemmens (soms voerde hij de Latijnse vorm Lemnius) drossaard van Boxtel en lid van de O.L.V. broederschap. Er bestaan in België takken van deze familie die als familiewapen voeren in zwart een lage, gouden keper, vergezeld van drie vijfpuntige, zilveren sterren.

### Lemmens IV
Een geslacht Lemmens is afkomstig uit de regio van St. Anthonis, Land van Cuijk. Dit geslacht voert als familiewapen in een zilver schild een groene boom waarvoor een stappend zwart lam. Leden van deze familie waren of zijn smeden, landbouwers, molenaars, brouwers, burgemeesters en herbergiers. Ze zaten in het bestuur van vele plaatsen (St. Anthonis, Beugen, enz.), in het Land van Cuijk als schepen, president-schepen en burgemeester. In Oploo waren zij de eigenaar van de bakkerij, herberg en brouwerij "De Eenhoorn". Deze vrij kleine familie verspreidde zich overzees: Nederlands-Indië, vijf takken in Amerika (Wisconsin als Lemmens en Iowa als Lamis/Lames en zelfs Johnson), Australië, Nieuw-Zeeland, Frankrijk, Engeland en Duitsland. Tot deze familie behoort ook een tak die zich eind 1700 vestigde te Kinrooi in België, waar de Lemmensmolen nog staat.

### Lemmens V
Een geslacht Lemmens is afkomstig uit de regio van Valkenswaard in Noord-Brabant, Nederland. Tot deze familie behoorde de echtgenote van de Van Gerwen die in 1980 het religieuze museum van Gerwen-Lemmens in Valkenswaard oprichtte, dat op 1 juli 2008 echter werd gesloten en waarvan de collectie bij Sotheby's geveild werd.
Een telg:
- Wilfred Lemmens (1957), een Nederlandse golfprofessional

### Lemmens VI
Een geslacht Lemmens afkomstig uit de regio rond Hasselt vestigde zich eerst in 's-Hertogenbosch en verspreidde zich vandaar over Nederland.

### Lemmens VII
Een geslacht Lemmens is afkomstig uit de regio rond het Belgische Rotselaar. In het begin van de 19e eeuw vestigde een voorvader zich achtereenvolgens in Utrecht, Den Haag en Rotterdam.

### Lemmens VIII
Een geslacht Lemmens is afkomstig uit de omgeving van Venray. Hiertoe behoren vrij veel geestelijken. Door verschillende wederzijdse huwelijken is dit geslacht verwant met het geslacht Lemmens van St. Anthonis in het Land van Cuijk (zie onder no. IV).
Enkele telgen:
- Gertrude Lemmens, een Nederlandse non en verrichtster van liefdadigheid in Pakistan, die in ca. 1954 samen met haar broer Salisius Lemmens het Lemmensweeshuis in Karachi oprichtte, dat door de Britse ambassadeur werd geopend.
- Salesius Lemmens,[1] monseigneur met de rechten van een apostolisch prefect van Karachi; stond in 1937 aan de wieg van de Indiase congregatie Franciscanessen-Missionarissen van Christus Koning.

### Lemmens IX
Dit Belgische landbouwersgeslacht Lemmens vindt zijn oorsprong in Wiekevorst.
Enkele telgen:
- Jacques-Nicolas Lemmens (1823-1881), componist, organist en muziekpedagoog. Het Lemmensinstituut in Leuven is naar hem genoemd.
- Helen Lemmens-Sherrington (1834-1906), Engelse sopraan, echtgenoot van Jacques-Nicolas Lemmens

### Lemmens X
Het Belgische patriciërsgeslacht Lemmens in Geel begon met Jan Lemmens, kerkmeester van de St.Amanduskerk in Geel, waar hij ca. 1450 gedoopt werd. Hij werd opgevolgd door schepenen, secretarissen, en zelfs een drossaard, Ferdinand Lemmens.

### Lemmens XI
Een geslacht Lemmens dat zich vanuit Pommeren Duitsland in Tilburg vestigde en zich van daaruit over Nederland verspreidde had oorspronkelijk in Duitsland de naam Lems, welke in Tilburg gewijzigd werd tot Lemmens.

### Lemmens XII
Een geslacht Lemmens in Dilsen (België) vangt aan ca. 1670 met een Richardus Lemmens die ca. 1700 trouwde met Maria Hermans en hertrouwde in Dilsen ca. 1707 met Gertrude Willems. Uit deze twee huwelijken stamt een vrij grote familie Lemmens in Dilsen en omgeving.

### Lemmens XIII
Dit geslacht Lemmens komt in ca. 1580 voor in Boom, met Egidius (Dilis of Gilis) Lemmens en Laureys Lemmens, die schipper en herbergier waren. Uit dit geslacht stamt ook een tak in Wisconsin in de Verenigde Staten, aanvangend in 1910 met Alfons Lemmens, gehuwd met Mary Pauline Boeykens.

### Lemmens XIV
Dit geslacht Lemmens vindt zijn oorsprong in het Belgische Geel-Kievermont. Als eerste van deze familietak wordt Antoon Lemmens  genoemd, die in Geel trouwde op 27 februari 1642 met Maria Cools. Afstammelingen zijn te vinden in Geel-Winkelom, Geel-Holven, Geel-Kalckhoven, Olen, Beerzel, Heist, Berlaar, Koningshooikt en Antwerpen.

### Lemmens XV
Dit geslacht Lemmens vindt zijn oorsprong in Zichem, waar de leden ervan landbouwers waren. De moeder van de Vlaamse letterkundige Ernest Claes, stamt uit deze familie. Maria Theresia Lemmens trouwde in Zichem op 17 augustus 1871 met de boomsnoeier Petrus Josephus Claes. Uit dit huwelijk werd Andreas Ernestus Josephus Claes in Zichem geboren op 24 oktober 1885.

### Lemmens XVI
Dit geslacht Lemmens komt voor in Affligem in België, waar Franchoys Lemmens, afkomstig uit Balen, omstreeks 1585 bosmeester werd. Hij trouwde met Jacquemijne Broecx, afkomstig van Sint-Oedenrode. Er was een dispuut tussen hem en de monniken van de abdij van Affligem.

### Lemmens  XVII
Dit geslacht komt rond 1550 voor in Sonsbeck nabij Kleef in Duitsland. Vandaaruit verspreidde het zich rond 1650 naar Amsterdam en naar het Land van Cuijk, Ravenstein en Kleef. Later ook naar Nederlands-Indië. Dit geslacht voert als familiewapen een (mogelijk) goud schild waarin drie groene klaverbladen geplaatst twee en een. Als helmteken het klaverblad van het schild. Dit wapen staat vermeld op een zilveren Koningsschild van Everardus Lemmens, in Ravenstein in 1712.

### Lemmens XVIII
Dit geslacht Lemmens heeft vele molenaars voortgebracht en vindt zijn oorsprong bij Jan Lemmens, molenaar in Ranst, die in 1698 voor 6300 gulden de molen van Wilrijk kocht. Deze Jan Lemmens was gehuwd met Helena Engels en zij kregen 9 kinderen.  Zijn zoon Jan Lemmens, gehuwd met Elisabeth Vereycken werd molenaar in Wilrijk en zijn afstammelingen werden molenaar in Wommelgem, Wiekevorst en Booischot. De verdwenen Lemmensmolen in Booischot (provincie Antwerpen) was een zeldzame standaardmolen met torenkot. Gelegen aan de Kloosterveldstraat, werd deze molen in 1845 gebouwd door Jan Judocus Lemmens, geboren in Heist-op-den-Berg op 2 juni 1820.

### Andere naamdragers
- An Lemmens (1980), Vlaams presentatrice bij TMF
- Erwin Lemmens (1975), Belgisch profvoetballer (keeper)
- Leon Lemmens (1954-2017), hulpbisschop van het aartsbisdom Mechelen-Brussel
- Paul Lemmens (1954), Belgisch jurist
- Paul Lemmens, pseudoniem van Cees van der Pluijm (1954), een Nederlandse dichter
- Stacy Lemmens (1998-2006), een Belgisch meisje, dat op zevenjarige leeftijd is gewurgd
- Elisabeth Lemmens, uit Lanklaar (Belgisch Limburg), die met haar man Henri Devos (1854-1932) in 1886 de mayonaise- en specerijenfabriek (augurken, uitjes en pickels) Devos Lemmens oprichtte.
- Juan Lemmens, Waals nationalistisch politicus
- Harrie Lemmens, vertaler en schrijver.
- Harry Lemmens, ondernemer, voorzitter Genk voetbalclub.
- Bernard Lemmens, een Belgisch dammer
- Immanuel Lemmens, een Vlaams acteur
- Victor Carolus Lemmens (1919-2007), Engelandvaarder, assistent-resident van Borneo